# Campeonato Nacional de Rodeo de 2008
El Campeonato Nacional de Rodeo de 2008 se disputó en la ciudad de Rancagua y fue la versión número 60 del Campeonato chileno de rodeo. Su nombre oficial fue 60º Campeonato Nacional de Rodeo don Ramón Cardemil Moraga, en honor a Ramón Cardemil, fallecido en septiembre de 2007 y considerado el mejor jinete de rodeo de todos los tiempos.
Este torneo comenzó el viernes 28 y terminó el domingo 30 de marzo de 2008. Los campeones fueron los jinetes de la Asociación Cautín, Jesús Rodríguez y Christian Pooley, quienes montaron a "Rangoso" y "Canalla" y alcanzaron 37 puntos buenos. El segundo lugar fue para Camilo Padilla y Francisco Cardemil, en "Elegante" y "Soñador" con 35 puntos. Finalmente el tercer lugar fue para Pablo Aninat y Sergio Abarca, de Litoral Central, con 33 unidades en "Estrellero" y "Estafado". Las colleras favoritas, como Loaiza y Tamayo, Ruiz y Meza, Ortega y Ortega y los hermanos Hernández, sorprendieron al público al no ubicarse en las primeras posiciones.
Este campeonato se disputó después de una extensa temporada 2007-2008. Esta temporada comprendió un total de 424 rodeos, cifra considerablemente superior a los 398 de la temporada anterior, además se organizaron 15 rodeos para criadores. A estos 424 rodeos asistieron 1.872.000 espectadores, solo en rodeos oficiales federados. Esta cifra fue superada solamente por el fútbol profesional que, según cifras de la Asociación Nacional de Fútbol Profesional, alcanzaron 2.038.567 aficionados. Durante estos rodeos un total de 246 colleras completaron su puntaje para los clasificatorios, que se disputaron en febrero y la primera semana del mes de marzo de 2008 en las comunas de Temuco, Curicó, Pemuco y Puente Alto. Los cuatro rodeos clasificatorios y el Campeonato Nacional, fueron transmitidos en vivo para todo Chile por Chilevisión, canal que realizó un programa especial llamado "Rodeo chileno, una tradición histórica".

## Resultados

### Serie de campeones
Después de disputar las 8 series de clasificación, las 35 colleras ganadoras de esas series clasificaron a la Serie de Campeones "Don Ramón Cardemil Moraga" (Champion). 
Antes de comenzar el Champion se anuncia a los capataces, los excampeones de Chile Ruperto Valderrama (1962, 1963, 1965, 1967 y 1968) y Manuel Fuentes (1973 y 1981). Posteriormente ingresa el Orfeón de Carabineros de Chile. Los encargados de izar el Pabellón Nacional de Chile fueron el entonces presidente de la Federación del Rodeo Chileno, Pablo Baraona, y el vicepresidente Guillermo Trivelli. Terminado el himno nacional se realizaron dos homenajes póstumos, uno a Ramón Cardemil, quien fuera 7 veces campeón de Chile y a Jorge Lasserre, quien, entre otras obras, redactó el actual Reglamento del Rodeo chileno. Finalmente se realizó el tradicional premio "sello de raza" que fue ganado por la yegua "Fiestera", montada por el jinete del Criadero Santa Isabel y de la Asociación Valdivia Eduardo Tamayo Órdenes. 
El primer animal se corre con total normalidad, con un máximo puntaje de 10 puntos y cortando en 4 para el segundo toro. En el segundo animal ocurrieron sorpresas como la eliminación de la collera campeona el 2006 compuesta por Claudio Hernández y Rufino Hernández. El puntaje más alto del tercer animal fue de Rodríguez y Pooley con 12 puntos buenos, el corte al último toro es de 21 puntos. Algo que llamó la atención fue que la gente presente en la medialuna se entretenía al estilo del público futbolístico haciendo la ola.
Al cuarto animal pasaron seis colleras, Rodríguez y Pooley tenían 28 puntos y con 9 puntos quedaron con 37. Los únicos capaces de ganarles eran Padilla y Cardemil y de empatarles Aninat y Abarca. Padilla y Cardemil solo hicieron 7 puntos, quedando en el segundo lugar con 35. Después llegaría el turno de Aninat y Abarca, si hacían una carrera perfecta de 13 puntos se iban a desempate por el primer lugar. Lamentablemente para el espectáculo, solo hacen 9 puntos y se quedan con el tercer lugar, todo un mérito para Pablo Aninat, con tan solo 16 años, hubiera sido el jinete más joven en ser campeón de Chile. El resto de las colleras, después de los 9 puntos de los campeones, no tenían opciones a ganar el título por lo que no brillaron en el último animal. 
Finalmente termina el 60° Campeonato Nacional con resultados que pocos esperaban, ya que los campeones recién habían clasificado al Champion el domingo en la mañana, pero con un gran espectáculo deportivo que cautivó a las 12.000 personas presentes en el principal recinto corralero del país y a los televidentes a lo largo de Chile. Los campeones celebraron junto a Karina Vergara, que fue elegida "reina del rodeo" entre otras dos estudiantes universitarias. Como es de costumbre los jinetes campeones bailaron 3 pies de cueca junto a la reina y la pasearon al anca de sus caballos por la medialuna.
| Cuarto Animal 2008 | Cuarto Animal 2008                  | Cuarto Animal 2008        | Cuarto Animal 2008 | Cuarto Animal 2008 |
| ------------------ | ----------------------------------- | ------------------------- | ------------------ | ------------------ |
| Lugar              | Jinetes                             | Caballos                  | Asociación         | Puntaje            |
| 1.º                | Jesús Rodríguez y Christian Pooley  | "Rangoso" y "Canalla"     | Cautín             | 37                 |
| 2.º                | Camilo Padilla y Francisco Cardemil | "Elegante" y "Soñador"    | Talca              | 35                 |
| 3.º                | Pablo Aninat y Sergio Abarca        | "Estrellero" y "Estafado" | Litoral Central    | 33                 |
| 4.º                | Gonzalo Vial y Víctor Arancibia     | "Bajativo" y "Candil"     | O'Higgins          | 32                 |
| 5.º                | Juan Carlos Loaiza y Eduardo Tamayo | "Talento" y "Fiestera"    | Valdivia           | 30                 |
| 6.º                | José Luis Ortega y Jorge Ortega     | "Melodía" y "Navidad"     | Los Andes          | 23                 |

### Serie Mixta-Criaderos
- 1° Lugar: José Astaburuaga y Eugenio Navarrete (Malleco- Bío-Bío) en "Enredosa" y "Picarona" con 38 puntos.
- 2° Lugar: Roberto Bozzo y Guillermo Vásquez (Cautín) en "Escultor" y "Aventurera" con 32+8.
- 3° Lugar: César Núñez y Jaime Ramírez (Curicó) en "Qué Más Quiere" y "Cantazo" con 32+7.

### Serie Caballos
- 1.º Lugar: Juan Antonio Rehbein y Hernán Rehbein (Llanquihue y Palena) en "Continuado" y "Barquillo" con 28 puntos.
- 2.º Lugar: Nicolás Touma y Raúl Arraño (Santiago Oriente) en "Empeñoso" y "Cascarrabia" con 24.
- 3.º Lugar: Javier Ruiz y Pedro Espinoza (Quillota) en "Farrero" y "Amanecido" con 23.

### Serie Yeguas
- 1.º Lugar: Jorge Ortega y José Luis Ortega (Los Andes) en "Navidad" y "Melodía" con 34 puntos.
- 2.º Lugar: Gonzalo Vial y Sebastián Ibáñez (O'Higgins) en "Arisca" y "Recordada" con 33.
- 3.º Lugar: Fernando Dättwyler y Cristian Ulloa (Cautín) en "Corista" y "Coracha" con 31.

### Serie Potros
- 1.º Lugar: Pablo Aninat y Sergio Abarca (Litoral Central) en "Estrellero" y "Estafado" con 32 puntos.
- 2.º Lugar: Gonzalo Vial y Víctor Arancibia (O'Higgins) en "Bajativo" y "Candil" con 31+8.
- 3.º Lugar: Juan Carlos Loaiza y Eduardo Tamayo (Valdivia) en "Filtrao" y "Fantástico" con 31+7.

### Primera Serie Libre A
- 1.º Lugar: Andrés Silva y Fernando Guzmán (Cordillera) en "Huichipirichi" y "Doblón" con 39 puntos.
- 2.º Lugar: Mario Matzner y Tomás Hechenleitner (Llanquihue y Palena) en "Serenata" y "Divisa" con 37.
- 3.º Lugar: Emiliano Ruiz y José Tomás Meza (Litoral Central) en "Cancionero" y "Melí" con 32.
- 4.º Lugar: Pedro González y Gustavo Cornejo (Valdivia) en "Chompiraz" y "Vendedor" con 28.
- 5.º Lugar: José Antonio Pons y Guillermo Barra (Curicó) en "Pega Fuerte" y "Vareteado" con 27.

### Primera Serie Libre B
- 1.º Lugar: Claudio Hernández y Rufino Hernández (Bío-Bío) en "Malulo" y "Estruendo" con 36 puntos.
- 2.º Lugar: José Tomás Meza y Emiliano Ruiz (Litoral Central) en "Espinudo" y "Distinguido" con 31.
- 3.º Lugar: Pedro Pablo Salazar y Gustavo Salazar (Talca) en "On Rica" y "Presumida" con 30.
- 4.º Lugar: José Astaburuaga y Gustavo Valdebenito (Malleco) en "Mistela" y "Moza" con 29+10.
- 5.º Lugar: Mauricio Villarroel y Juan Carlos Villarroel (Los Andes) en "Cachaña" y "La Pillita" con 29+1.

### Segunda Serie Libre A
- 1.º Lugar: Camilo Padilla y Francisco Cardemil (Talca) en "Elegante" y "Soñador" con 31 puntos.
- 2.º Lugar: Patricio Guiñez y Pedro González (Ñuble) en "Parchao" y "Payaso" con 30+3.
- 3.º Lugar: Juan Hernández y Manuel Muñoz (Linares) en "Peñasco" y "Buen Día" con 30+1.
- 4.º Lugar: Óscar Gutiérrez y Hugo Gutiérrez (Cautín y Malleco) "Chicuita" y "Minonga" con 29.

### Segunda Serie Libre B
- 1.º Lugar: Diego Pacheco y Luis Huenchul (Colchagua) en "Promesa" y "Rosqueador", con 30+8 puntos.
- 2.º Lugar: Víctor Vergara y Cristóbal Cortina (Cordillera) en "Tío Pedro" y "Mi Taita", con 30+7.
- 3.º Lugar: Jesús Rodríguez y Christian Pooley (Cautín) en "Rangoso" y "Canalla", con 28.
- 4.º Lugar: Luis Huenchul y Diego Pacheco (Colchagua) en "Nubarrón" y "Villana", con 26.

### Movimiento de la rienda femenino
- 1.º Lugar: Yeny Troncoso, en "Estocada" (Coquimbo) 51 puntos.
- 2.º Lugar: Romané Soto, en "Borrachita" (Cardenal Caro) 50 puntos.

### Movimiento de la rienda masculino
- 1.º Lugar: Luis Gerardo Soto, en "Castañazo" (Cautín) 60 puntos, más 16 en el dsempate.
- 2.º Lugar: Juan Valderrama, en "Azucárate" (Malleco) 60+15.
- 3.º Lugar: Guillermo Barra, en "Laborioso" (Curicó) 60+13.

## Clasificatorios
Fueron cuatro los rodeos clasificatorios para el Campeonato Nacional. En ellos participaron las colleras que durante la temporada 2007-2008 alcanzaron un total de 15, 18 o 21 puntos y además ganaron a lo menos un rodeo disputado a lo largo del territorio chileno. Hubo 2 rodeos por la Zona Centro-Sur y otros 2 por la Zona Centro-Norte. Los ganadores de cada clasificatorio (en negrita) clasificaron directamente a la final de Chile.

### Clasificatorio de Temuco
Este clasificatorio se disputó el 22, 23 y 24 de febrero de 2008 en la Medialuna de Temuco y clasificó a un total de 30 colleras. Se disputó ante más de 4.000 personas que vieron como se clasificaban las distintas colleras del sur al Nacional de Rancagua. Los campeones de este rodeo, al igual que todos los campeones de los clasificatorios, clasificaron directamente a la final del día domingo en Rancagua. Los primeros lugares en la Serie de Campeones disputada el 24 de febrero fueron los siguientes:
- 1° Lugar: Pedro Urrutia y Paulo Reyes en Puquio y Casillero, con 35 puntos.
- 2° Lugar: Mario Matzner y Tomás Hechenleitner en Serenata y Divisa, con 32.
- 3° Lugar: Marcelo Guzmán y Gonzalo Guzmán en Papayita y Qué Ropa, con 31.
- 4° Lugar: Claudio y Rufino Hernández en Malulo y Estruendo, con 29.
- 5° Lugar: Luis Pérez y Jorge Gutiérrez en Lucero y Entaquillao, con 28.
- 6° Lugar: Gustavo Valdebenito y José Astaburuaga en Molejón y Huingan, con 20.

El ganador del Movimiento de la rienda fue Luis Gerardo Soto montando a Muñeca, totalizando 65 puntos y 9 en el desempate. La ganadora de la rienda femenina fue Yenni Troncoso Bravo de la Asociación Coquimbo, montó a Estocada y ganó con 58 puntos.

### Clasificatorio de Curicó
El Rodeo Clasificatorio de Curicó se disputó entre el 29 de febrero y el 2 de marzo de 2008. Clasificó un total de 30 colleras pertenecientes a la Zona Centro Norte. Se realizó en la Medialuna de Curicó, siendo la primera vez que Curicó alberga un clasificatorio a pesar de que han sido 14 las colleras curicanas que han logrado el título nacional, siendo un récord inigualado. La final fue muy emocionante y la diferencia entre los campeones con los segundos fue de solo un punto. La polémica se desató al final cuando el público alegaba que una atajada de José Luis Ortega era de cuatro puntos, sin embargo el jurado no la validó desatando la ira del público que arrojaba elementos al interior de la medialuna en señal de protesta. Al finalizar el rodeo, el mismo "Loco" Ortega afirmó que el criterio del jurado fue el correcto. 
- 1° Lugar: Emiliano Ruiz y José Tomás Meza en Enquichada y Cachaña, con 36 puntos.
- 2° Lugar: Jorge Ortega y José Luis Ortega en Mal de Amores y Embriagado, con 35.
- 3° Lugar: Diego Pacheco y Luis Huenchul en Promesa y Rosqueador, con 28.
- 4° Lugar: Jorge Carrasco y Cristián Moreno en On Memo y Esperado, con 27.
- 5° Lugar: José Tomás Meza y Emiliano Ruiz en Espinudo y Distinguido, con 20.
- 6° Lugar: Claudio Solís y Jack Muñoz en Qué Amigazo y Distinguido, con 17.
- Movimiento de la rienda: Luis Eduardo Cortés en Esta Sí y Javiera Toro en Calladita.

### Clasificatorio de Pemuco
El Rodeo Clasificatorio de Pemuco se realizó entre el 7 y el 9 de marzo en la medialuna "Julio Guíñez Vallejos" y fue el segundo clasificatorio de la Zona Centro Sur. El aspecto positivo que tuvo este rodeo fue la activa participación del público; en cada uno de los tres días asistían más de 4.000 personas y en la Serie Campeones del domingo había 5.214 personas, para una comuna con apenas 8.821 habitantes. El aspecto negativo fue el bajo rendimiento de la mayoría de las colleras en la Serie Campeones, a pesar de que los ganadores lograron 30 puntos. Esto se debió a que las colleras más poderosas ya habían clasificado en Temuco.
- 1° Lugar: Osvaldo Angulo y José León en Costurero y Cortesano, con 30 puntos.
- 2° Lugar: José Astaburuaga y Eugenio Navarrete en Enredosa y Picarona, con 28.
- 3° Lugar: Camilo Padilla y Francisco Cardemil en Elegante y Soñador, con 24.
- 4° Lugar: Iván Gallardo y Mario Matzner en Espuela y Amanecida, con 18.
- 5° Lugar: Pedro González y Gustavo Cornejo en Memo y Recoveco II, con 16.
- 6° Lugar: Bernardo Arredondo y Eugenio Navarrete en Trifulca y Raptora, con 15.
- 7° Lugar: Alejandro Acuña y Alfredo Acuña en Embustera y Luchón, con 15.
- Movimiento de la rienda: Luis Gerardo Soto en Castañazo y Karen Sylvester en Travesía.

### Clasificatorio de Puente Alto
Este rodeo fue el último clasificatorio. Se disputó entre el 14 y el 16 de marzo de 2008 en la Medialuna de Las Vizcachas, ubicada en la comuna de Puente Alto. Si bien el ganado fue muy bueno en las series, en el Champion las colleras no brillaron del todo y fue un aburrido espectáculo para el público capitalino. Los ganadores solo alcanzaron 29 puntos y las grandes atajadas quedaron ausentes. Los campeones fueron Francisco Infante y Johnny Aravena, jinetes de Melipilla.
- 1° Lugar: Francisco Infante y Johnny Aravena en Chamuscado y Malas Pulgas, con 29 puntos.
- 2° Lugar: Guillermo Díaz y Cristóbal Pino en Inesperado y Parrandero, con 23.
- 3° Lugar: José Pons y Guillermo Barra en Pega Fuerte y Gareteado, con 22.
- Movimiento a la rienda masculino: Ricardo González en Busca Pleito, con 63 puntos.
- Movimiento a la rienda femenino: Yeny Troncoso en Racimo, con 55 puntos.

## Lanzamiento oficial de la temporada
El jueves 6 de septiembre de 2007 la Federación del Rodeo Chileno lanzó oficialmente el lanzamiento de la sexagésima temporada de rodeos. Aparte de este lanzamiento se efectuó el Consejo Nacional Extraordinario con la participación de todos los presidentes de las distintas asociaciones del rodeo chileno, quienes estudiaron algunas materias aprobadas por la asamblea de Asociaciones en julio de 2007 en cuanto al cambio en el reglamento.
El presidente de la Federación del Rodeo Chileno, Pablo Baraona, destacó este lanzamiento oficial y dijo que el 60.º Campeonato Nacional: "Tiene que ser histórico".

## Cuadro de honor temporada 2007-2008
La temporada 2007-2008 tuvo un total de 424 rodeos, cifra considerablemente superior a los 398 de la temporada anterior, además se organizaron 15 rodeos para criadores. Un total de 246 colleras completaron su puntaje para los clasificatorios. Al finalizar el Campeonato Nacional la Federación del Rodeo Chileno entregó el cuadro de honor de toda la temporada 2007-2008.

### Jinetes
- 1. Christian Pooley
- 2. Camilo Padilla
- 3. Francisco Cardemil
- 4. Pablo Aninat
- 5. Jesús Rodríguez
- 6. Juan Carlos Loaiza
- 7. Sergio Abarca
- 8. Eduardo Tamayo
- 9. Gonzalo Vial
- 10. José Tomás Meza

### Caballos
- 1. Canalla
- 2. Huichipirichi
- 3. Doblón
- 4. Barquillo
- 5. Distinguido
- 6. Escultor
- 7. Espinudo
- 8. Empeñoso
- 9. Continuado
- 10. Cascarrabias

### Yeguas
- 1. Fiestera
- 2. Navidad
- 3. Melodía
- 4. Arisca
- 5. Cachaña
- 6. Enquinchada
- 7. Serenata
- 8. Aventurera
- 9. Corista
- 10. Promesa

### Potros
- 1. Rangoso
- 2. Estrellero
- 3. Soñador
- 4. Elegante
- 5. Estafado
- 6. Talento
- 7. Bajativo
- 8. Candil
- 9. Casilero
- 10. Malulo.